# Schadewalde
Schadewalde ist ein Teil des Jessener Ortsteils Seyda, liegt ca. 2 km südwestlich davon und bildet mit diesem einen Ortsteil der Stadt Jessen (Elster) im Landkreis Wittenberg des Landes Sachsen-Anhalt.

## Lage und Erreichbarkeit
Schadewalde 2 km ist südwestlich über die L 37 mit Seyda verbunden, das 1 m höher liegt.

## Geschichte
1974 wurde Schadewalde zu Seyda eingemeindet, welches wiederum am 1. März 2004 ein Ortsteil der Stadt Jessen wurde.